# Stella (moneta amerykańska)
Stella – amerykańska złota moneta próbna o nominale czterech dolarów amerykańskich zaprojektowana w dwóch odmianach przez Charlesa Barbera (odmiana Flowing Hair) oraz George’a T. Morgana (odmiana Coiled Hair), wybita w latach 1879–1880 przez U.S. Mint.
Wprowadzenie tej monety do obiegu zaproponował John A. Kasson. Dążył on do ustanowienia amerykańskiej złotej monety, której wartość i skład mogłyby być wyrażone w systemie metrycznym, obowiązującym w Europie. Na tej podstawie Amerykanie chcieli uczynić ze Stelli odpowiednik złotych monet europejskich, używanych w handlu międzynarodowym. Pomysł ten nie został jednak nigdy zrealizowany. Uważa się, że egzemplarze z 1879 roku to próby wybite dla kongresmenów na potrzeby prac legislacyjnych, a monety z 1880 roku wybito w tajemnicy na cele kolekcjonerskie.

## Tło historyczne
Pierwsza połowa XIX wieku to okres, w którym w Stanach Zjednoczonych realizowano politykę kolonizacji kolejnych obszarów na kontynencie oraz ekspansji politycznej na zachód. Wynikało to z panującego wśród amerykańskich elit politycznych przeświadczenia o dziejowej misji cywilizacyjnej narodu amerykańskiego, tzw. Objawione Przeznaczenie (Manifest Destiny). Ponadto w latach 50. i 60. XIX wieku w Stanach Zjednoczonych na sile przybierała kalifornijska gorączka złota, a w Nevadzie odkryto złoża srebra.
W 1861 roku w Stanach Zjednoczonych wybuchła wojna secesyjna. Trudny do przewidzenia rezultat konfliktu sprawił, że pod koniec 1861 roku i na początku 1862 roku Amerykanie zaczęli gromadzić oszczędności w złocie i srebrze. Wraz z końcem wojny monety kruszcowe zaczęły ponownie wracać do obiegu. W latach 70. XIX wieku władze amerykańskie postanowiły zaradzić nadwyżce srebrnej monety na rynku. Sytuację na rynku srebra zaburzyło dodatkowo powstanie Cesarstwa Niemieckiego (1871 rok). Otto von Bismarck wprowadził reformę walutową opartą na standardzie złota. Duże ilości srebra pozostałe na rynku europejskim uniemożliwiły sprzedaż amerykańskiego srebra w tej części świata. Rezultatem tego było podpisanie w 1873 roku przez prezydenta Ulyssesa Granta Coinage Act of 1873, który zakończył epokę bimetalizmu na rzecz standardu złota. Nowe prawo wprowadziło do życia tzw. dolar handlowy (ang. Trade Dollar), którego zadaniem było wyprowadzenie nadwyżki srebra za granicę, głównie do Azji.
Niestabilną sytuację na rynku kruszców próbował ustabilizować William W. Hubbell, który w 1877 roku opatentował stop zwany goloidem. Składać się on miał z jednego funta złota, 24 funtów srebra i 2,5 funta miedzi. Hubbell dopuszczał jednak zwiększenie ilości srebra kosztem miedzi. Pomysł ten doczekał się propozycji ustawy wprowadzającej goloidowe mennictwo, odpowiadające europejskiemu systemowi metrycznemu. George T. Morgan wykonał nawet próbne monety na potrzeby procedowania projektu ustawy. Kongres ostatecznie nie zgodził się na monety z tego stopu . W celu załagodzenia sytuacji w państwie Kongres przegłosował Bland-Allison Act of 1878. Prawo nakazywało Departamentowi Skarbu comiesięczny skup srebra i spowodowało powrót tego kruszcu do obiegu rynkowego. Zakończenie konfliktów wewnętrznych i granicznych sprawiło, że amerykańscy politycy skierowali swoją uwagę na politykę zagraniczną, a w szczególności na handel międzynarodowy. Był to jednak okres, w którym na rynku funkcjonowało już wiele różnych walut i zaczęły pojawiać się opinie o potrzebie ustandaryzowania międzynarodowego systemu finansowego.
Odpowiedzią na potrzebę standaryzacji systemu finansowego w Europie była Łacińska Unia Monetarna. Stanowiła ona polityczno-ekonomiczny projekt Francji, która chciała za pomocą własnej waluty – franka – wyprzeć funta z pozycji waluty rozliczeniowej na kontynencie. 23 grudnia 1865 roku powołano do życia Łacińską Unię Monetarną. Jej założeniem było zunifikowanie wartości i wagi monet państw członkowskich z wartością franka. Dzięki temu w państwach członkowskich można było płacić zamiennie walutami tych państw. Unia przyjęła bimetalizm w relacji srebra do złota 1 do 15,5. W 1874 roku unia przeszła na standard złota.

## Projekty i wybicie monety

### Pierwsze pomysły amerykańskiej monety międzynarodowej
Pierwszą odpowiedzią Amerykanów na założenia Łacińskiej Unii Monetarnej było wybicie w 1868 roku próbnej monety w aluminium i miedzi projektu Anthony’ego C. Paqueta. Propozycja ta zakładała zmniejszenie masy monety pięciodolarowej ze 129 granów do 124,9 granów. Dzięki temu amerykańskie pięć dolarów odpowiadałoby francuskim złotym 25 frankom. Informację tę Paquet zawarł na rewersie, gdzie wieńcem otoczony został nominał monety „5 DOLLARS 25 FRANCS”. Podobną monetę z nominałem „10 FLORINS 25 FRANCS” wybito w Paryżu do użytku na terenie Austro-Węgier. W Stanach Zjednoczonych ustawa proponująca zmniejszenie masy monety pięciodolarowej nie została przyjęta przez Kongres.
W 1874 roku pojawiła się kolejna propozycja amerykańskiej monety odpowiadającej nominałom europejskim. Tym razem Dana Bickford zwrócił się do ówczesnego dyrektora U.S. Mint Henry’ego Lindermana, aby rząd wraz z mennicą wzięły pod uwagę pomysł emisji monety, która mogłaby się znaleźć w obiegu międzynarodowym bez potrzeby jej wymiany. Dzięki temu rząd mógłby uniknąć kosztów związanych z przewalutowaniem. Mennica postanowiła wybić monetę próbną według zaleceń Bickforda. Rewers przedstawiał profil Miss Liberty, nazwę państwa i rok emisji. Na rewersie znalazła się waga monety w gramach – 16,72, próba złota (900), łacińskie stwierdzenie „UBIQUE” (pol. wszędzie), a także nominały monety: „10 DOLLARS, 2.1.1 STERLING £, 41.99 MARKEN, 37.31 KRONEN, 20.73 GULDEN, 51.81 FRANCS”. Kongres odrzucił jednak propozycję z dwóch powodów. Po pierwsze, przeciętny Amerykanin nie miał zaawansowanej wiedzy związanej z wymianą waluty i tak duża liczba nominałów mogłaby wprowadzić użytkownika w zakłopotanie. Pod drugie, już w tamtym czasie kursy walut zmieniały się dość często i wartości zamieszczone na rewersie mogłyby stać się szybko nieaktualne po jej wybiciu. Niepowodzenie nie zniechęciło Bickforda w projektowaniu amerykańskich monet mogących być w użyciu międzynarodowym. W 1897 roku przedstawił kilka bimetalicznych dolarów z ich wartościami wyrażonymi we frankach (5 franków i 18 centymów) i markach (4 marki i 20 fenigów).

### Projekt Stelli – monety czterodolarowej
W 1879 roku John A. Kasson, ambasador Stanów Zjednoczonych w Austro-Węgrzech, były przewodniczący komisji ds. mennictwa, miar i wag, zasugerował sekretarzowi skarbu Williamowi M. Evartsowi wprowadzenie do obiegu monety, która miałaby wartością odpowiadać austriackim 8 florenom. Propozycja została przekazana do Departamentu Skarbu. Wniosek był poparty badaniami Hubbella. Ówcześnie 8 florenów miało wartość 3 dolarów i 88 centów. Hubbell i Kasson uznali zatem, że nominałem amerykańskiej monety powinny być cztery dolary. Pomysł ten wynikał z tego, że Stany Zjednoczone nie miały w tamtym czasie monety, która swoją wartością dorównywałaby monetom europejskim, których używano powszechnie w handlu międzynarodowym. Złota moneta o wartości 2,5 dolara (Quarter Eagle) była monetą o zbyt małej wartości, a z kolei złote pięć dolarów było monetą o zbyt dużej wartości w stosunku do europejskich złotych monet używanych w handlu, takich jak brytyjski suweren, francuski napoleondor, 20 lir włoskich czy 20 hiszpańskich peset. Ponadto skład monety miał być wyrażony na niej w systemie metrycznym, używanym przez Europejczyków, co ułatwiałoby jej użytkowanie na Starym Kontynencie .

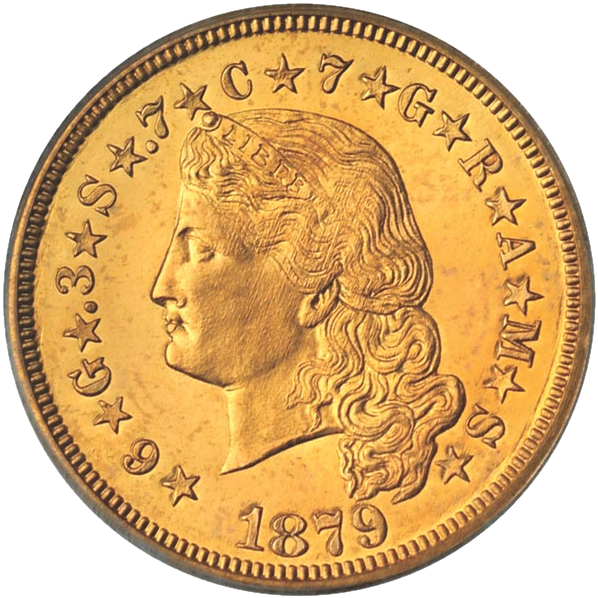
Awers monety z Flowing Hair Miss Liberty z 1879 roku z zapisanymi proporcjami złota, srebra i miedzi

Powstały dwa projekty wizerunków awersu i jeden rewersu monety. Za awersy odpowiedzialni byli Charles E. Barber i George T. Morgan. Pierwszy wykonał dokładną kopię zwróconego w lewo profilu Flowing Hair Miss Liberty (rozpuszczone włosy), który wcześniej zaprojektował jego ojciec William. Morgan z kolei zaproponował Coiled Hair Miss Liberty (spięte włosy). Na każdym awersie, dookoła głowy znalazło się 13 pięcioramiennych gwiazd rozdzielonych proporcjami złota, srebra i miedzi w gramach: „★6★G★.3★S★.7★C★7★G★R★A★M★S★” (6 g złota, 0,3 g srebra, 0,7 g miedzi – 7 g). W środku pola rewersu znalazła się pięcioramienna gwiazda z nominałem. To od niej moneta wzięła swoją nazwę (łac. stella, dosł. gwiazda). W 1879 roku wybite stemplem lustrzanym monety były udostępnione kongresmenom za 6,5 dolara, co miało pokryć koszty produkcji mennicy . Jak podaje Bowers nie wszystkie monety wybite w 1879 roku w Filadelfii zostały sprzedane. Kiedy o istnieniu tych próbnych monet dowiedzieli się kolekcjonerzy, zainteresowanie nią wzrosło. W 1880 roku doszło do wznowienia bicia monety na potrzeby wyłącznie kolekcjonerskie . Ostateczna liczba wszystkich wybitych monet nie jest znana.
Kongres ostatecznie nie zaakceptował wprowadzenia do obiegu Stelli. Uznano, że nominał i wartość monety nie odpowiadają dostatecznie monetom europejskim, a w obiegu międzynarodowym pozostawały monety Double Eagle (20 dolarów). Kongres stwierdził, że były one wystarczające na potrzeby handlu i wymiany.
Stella pozostała jedyną monetą o nominale czterech dolarów wybitą przez U.S. Mint. Doniesienia prasowe z epoki podawały, że kongresmeni wykorzystywali te monety do tworzenia naszyjników dla swoich żon lub kochanek. Smithsonian Institution podaje, że niektóre znane dzisiaj monety faktycznie noszą ślady wykorzystywania ich jako biżuterii. W 2013 roku moneta Coiled Hair z 1880 roku została wylicytowana za 2,6 mln dolarów amerykańskich . W 2015 roku podczas aukcji Heritage Auctions inna moneta Coiled Hair też z 1880 roku (oznaczenia: Judd-1660, Pollock-1860, R) została sprzedana za 1 116 250 dolarów amerykańskich.

### Quintuple Stella

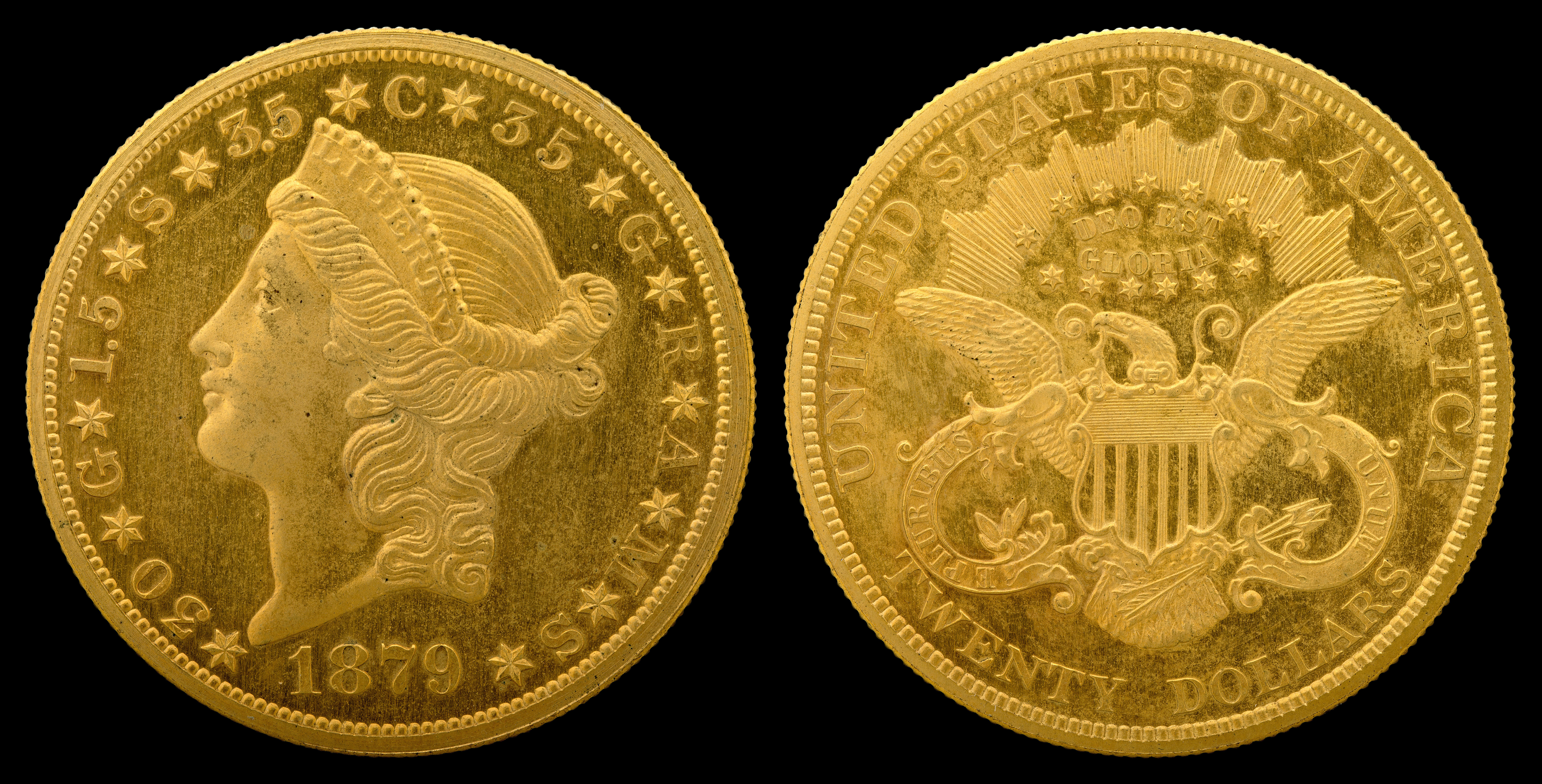
Moneta próbna Quintuple Stella

W ramach monet Stella zaproponowano także monetę próbną Quintuple Stella, która miała być pięciokrotnością Stelli. Moneta ta była odpowiednikiem monet Double Eagle w systemie metrycznym, wykonaną z goloidu. Proporcja metali w Quintuple Stella wynosiła 30 g złota, 1,5 g srebra i 3,5 g miedzi . Ta próbna moneta znajdowała się między innymi w zbiorach Faruka I.

## Nakłady
Nakłady monety Stella:
| Odmiana      | Rok wybicia | Liczba sztuk |
| ------------ | ----------- | ------------ |
| Flowing Hair | 1879        | 425/425      |
| Coiled Hair  | 1879        | 12/12/20     |
| Flowing Hair | 1880        | 17/17/35     |
| Coiled Hair  | 1880        | 18/8/10      |

## Opis monety

### Awers
Monety próbne Stella zostały wybite w dwóch odmianach. Wynika to z tego, że powstały dwa projekty awersów. Pierwszy, wykonany przez Charlesa E. Barbera, był dokładną kopią zwróconego w lewo profilu Flowing Hair Miss Liberty (rozpuszczone włosy), który wcześniej zaprojektował jego ojciec William. Drugi wizerunek awersu był autorstwa George’a T. Morgana, który zaprojektował awers z Coiled Hair Miss Liberty (spięte włosy). Na każdym awersie, dookoła głowy znalazło się 13 pięcioramiennych gwiazd rozdzielonych proporcjami złota, srebra i miedzi w gramach: „★6★G★.3★S★.7★C★7★G★R★A★M★S★” (6 g złota, 0,3 g srebra, 0,7 g miedzi – 7 g).

### Rewers

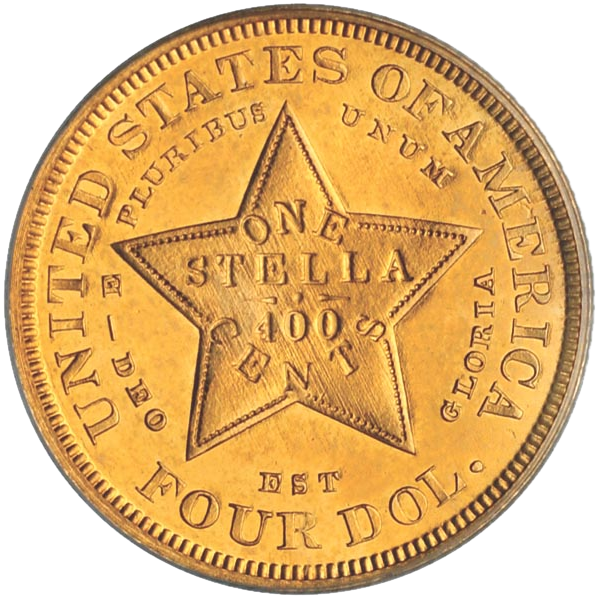
Rewers monety Stella

Obie odmiany monety miały ten sam wizerunek rewersu. Na środku pola rewersu umieszczono pięcioramienną gwiazdę z wartością monety „ONE STELLA – 400 CENTS”. Nad gwiazdą, wzdłuż otoku umieszczono nazwę państwa „UNITED STATES OF AMERICA”, a pod nią motto „E PLURIBUS UNUM”. Pod gwiazdą, wzdłuż otoku, nominał i waluta w skróconej formie „FOUR DOL.”. Nad nominałem łacińska sentencja „DEO EST GLORIA”.

### Opis fizyczny
Szczegóły opisu fizycznego monety:
- Waga: 7 g
- Średnica: 22 mm
- Kruszec: 86% złoto, 4% srebro, 10% miedź
- Krawędź: ząbkowana
- Mennica: Filadelfia